# Kościół świętych Piotra i Pawła w Pabianicach
Kościół świętych Piotra i Pawła w Pabianicach – kościół parafii ewangelicko-augsburskiej pod tym samym wezwaniem, obiekt zabytkowy. Znajduje się w centrum Pabianic przy ul. Zamkowej 8.

## Historia
Świątynię zaprojektował Franciszek Reinstein. Wznoszona w latach 1827–1832, została poświęcona 25 listopada 1832 r. przez ks. Ernsta Johanna Augusta von Modl. Systematycznie doposażana, została powiększona i rozbudowana w latach 1875-1876. Poddano ją gruntownemu remontowi w latach 2001-2002, co obejmowało renowację wnętrza, odgrzybienie ścian, osuszenie fundamentów, wymianę posadzki, ocieplenie stropu i instalację ogrzewania.

## Architektura
Kościół ma kształt rotundy wpisanej w plan krzyża, zwieńczonej stożkowym dachem z tzw. latarnią na szczycie. Zewnętrzną elewację ozdobiono figurami apostołów: św. Piotra i św. Pawła, które wykonał warszawski rzeźbiarz Aleksander Pruszyński. 

## Wnętrze
W kościele znajduje się marmurowa Chrzcielnica, sprowadzona w 1864 roku z Saksonii staraniem pabianickiego fabrykanta Gottfrieda Krusche. Ołtarz posiada dwie kondygnacje, z których wyższa jest amboną. Obraz ołtarzowy, przedstawiający Jezusa modlącego się w ogrodzie Gethsemane, namalował znany polski artysta i założyciel warszawskiej Zachęty Wojciech Gerson. Do czasów obecnych nie zachowały się wykonane w Saksonii zabytkowe witraże ufundowane przez rodzinę Kindlerów. Przedstawiały one Marię u stóp zmartwychwstałego Jezusa oraz chrzest Jezusa. Na chórze znajdują się organy firmy Gebrüder Walter, które - jako jedne z niewielu w regionie - zachowały pełną trakturę mechaniczną.